# Eataly
Eataly ist einer der größten Vertreiber von italienischen Konsumgütern weltweit. Das Sortiment umfasst eine Vielfalt an Restaurants, Speisen- und Getränketheken in spezialisierten Supermärkten, Konsumartikel und eine Kochschule. Eataly kooperiert mit Slow Food.

## Geschichte des Unternehmens

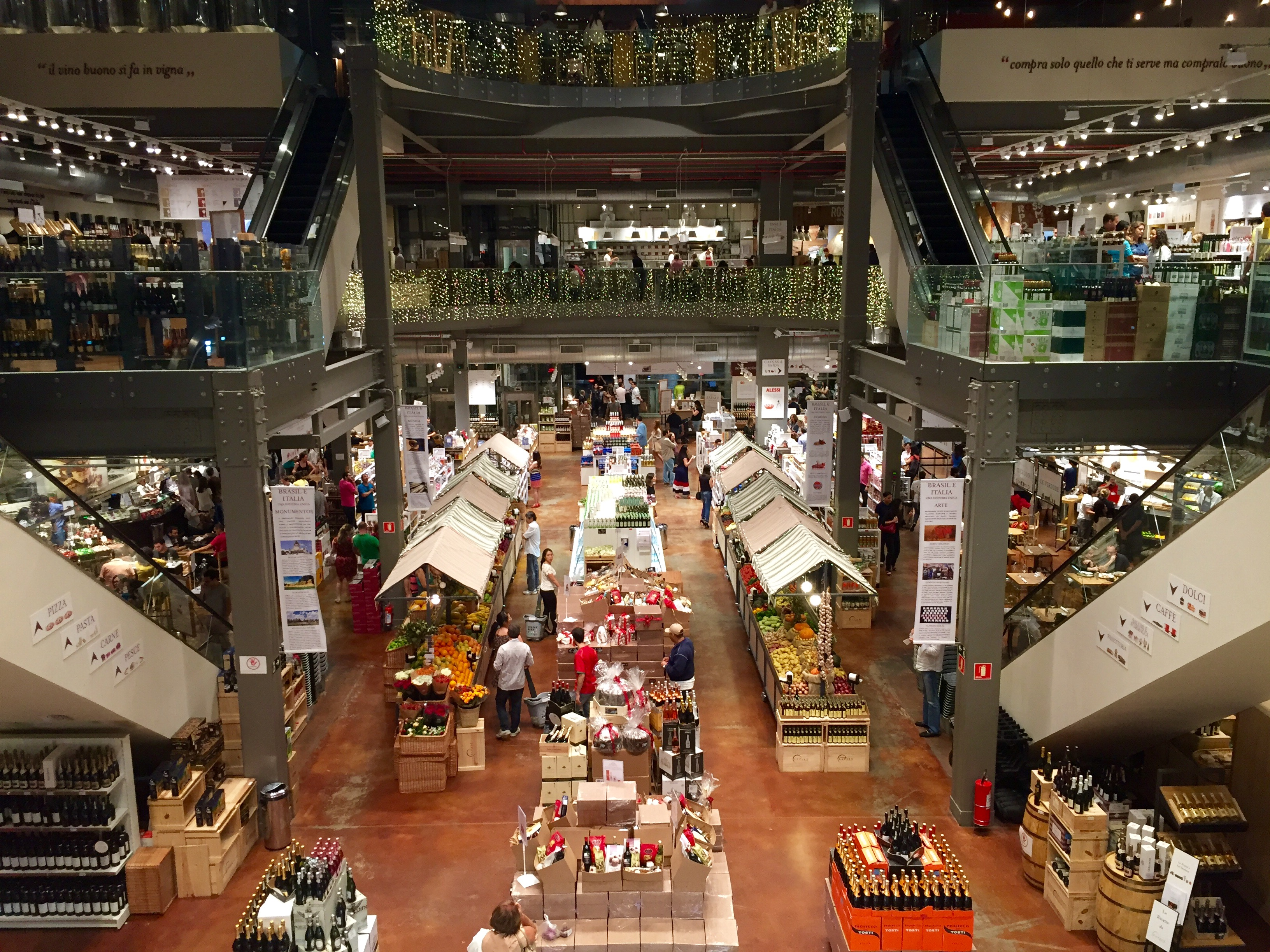
Eataly in São Paulo, Brasilien

Der Name „Eataly“ ist eine Zusammensetzung aus den Worten „Eat“ und „Italy“.
Im Januar 2007 eröffnete der italienische Geschäftsmann Oscar Farinetti die erste Filiale von Eataly in einer stillgelegten Wermut-Fabrik in Turin im Bezirk Lingotto.

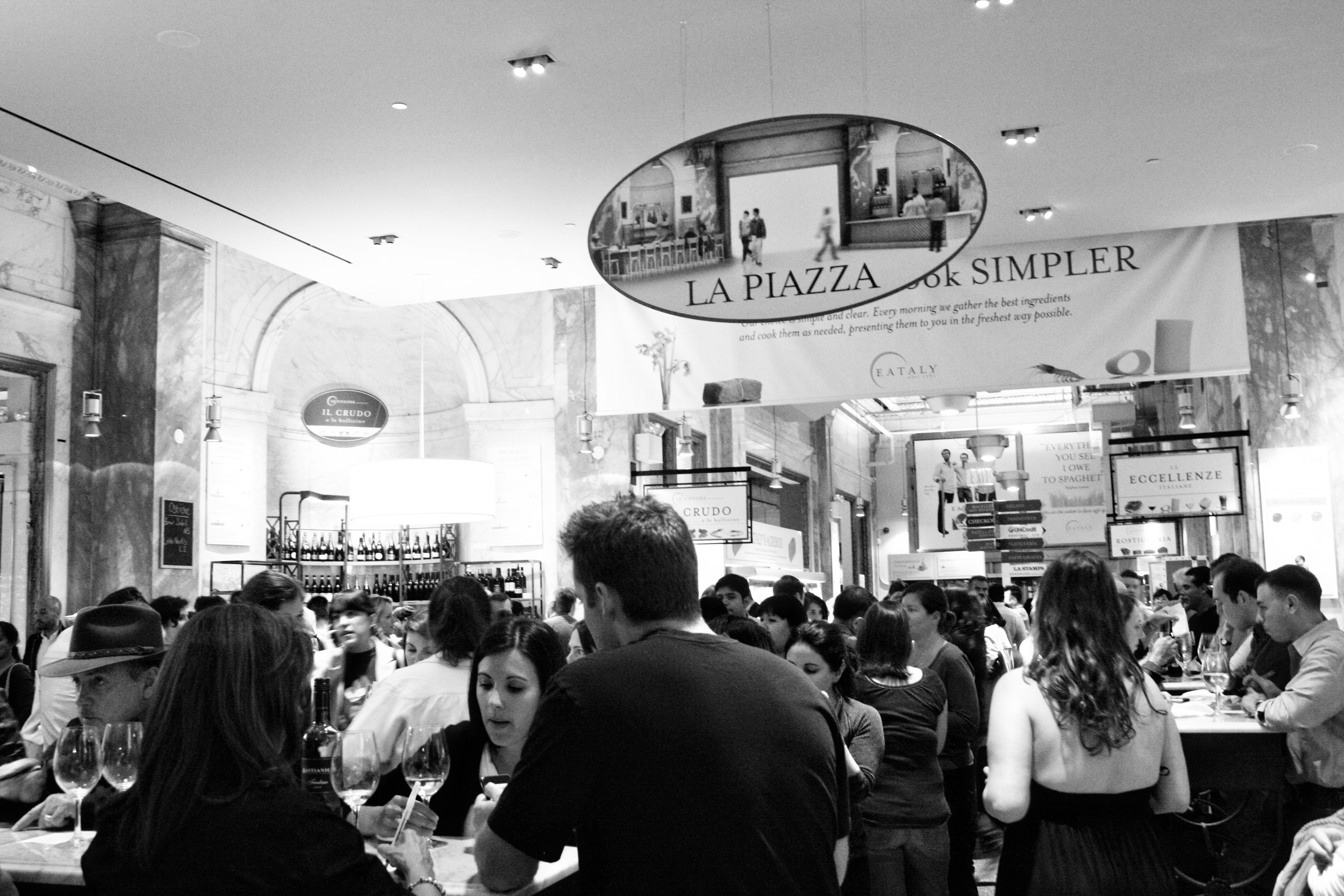
Eataly in New York City, September 2010

Die am 31. August 2010 in New York eröffnete Filiale befindet sich am Madison Square Park und ist im Besitz von Eataly sowie der Batali & Bastianich Hospitality Group, einer Partnerschaft mit Mario Batali, Lidia Bastianich und Joe Bastianich. Der New Yorker Bürgermeister Michael Bloomberg besuchte die Eröffnung und lobte die Schaffung von 300 neuen Arbeitsplätzen. Mittlerweile arbeiten mehr als 700 Personen an diesem Standort. Selbst zwei Wochen nach der Eröffnung reichten die Schlangen von wartenden Gästen noch die Fifth Avenue hinunter.
Zu Beginn des Jahres 2012 eröffnete Eataly die bis heute größte Filiale in Rom, nämlich an der Zugstation Ostiense. Am 2. Dezember 2013 eröffnete Eataly eine weitere Filiale in der 43 E. Ohio Street in Chicago. Dieser Standort erstreckt sich über rund 5.850 Quadratmeter und stellt damit den größten Eataly in den USA dar. Mario Batali und Joe Bastianich besitzen Anteile an der Chicagoer Filiale.
Am 18. März 2014 eröffnete Eataly ein 5.000 Quadratmeter großes Geschäft auf dem Piazza XXV Aprile in Mailand. Der Store wird „Eataly Smeraldo“ genannt, da er sich in einem ehemaligen Theater befindet. Die darin erbaute Bühne wird auch weiterhin für musikalische Acts, Reden und Ausstellungen genutzt.
Eataly betreibt derzeit weltweit 27 Standorte in den USA, Brasilien, Dubai, Japan, Südkorea, der Türkei, in Italien und seit Herbst 2015 auch in Deutschland: Hier eröffnete das im Oktober 2015 gegründete Joint Venture zwischen Eataly Italia und Signa Retail am 25. November 2015 in der Münchner Schrannenhalle direkt am Viktualienmarkt einen Eataly-Store mit einer Fläche von 4.600 Quadratmetern. Bis 2021 war die Expansion an mindestens fünf weiteren Standorten in Deutschland, Österreich und der deutschsprachigen Schweiz geplant. Im November 2023 hat die Signa-Gruppe seinen Anteil am Joint Venture an Eataly zurückgegeben. Die deutsche Gesellschaft gehöre nun zu hundert Prozent Eataly. Ob die Signa-Gruppe für ihren 45-Prozent-Anteil überhaupt noch Geld bekommen hat, ist nicht bekannt.

## Niederlassungen

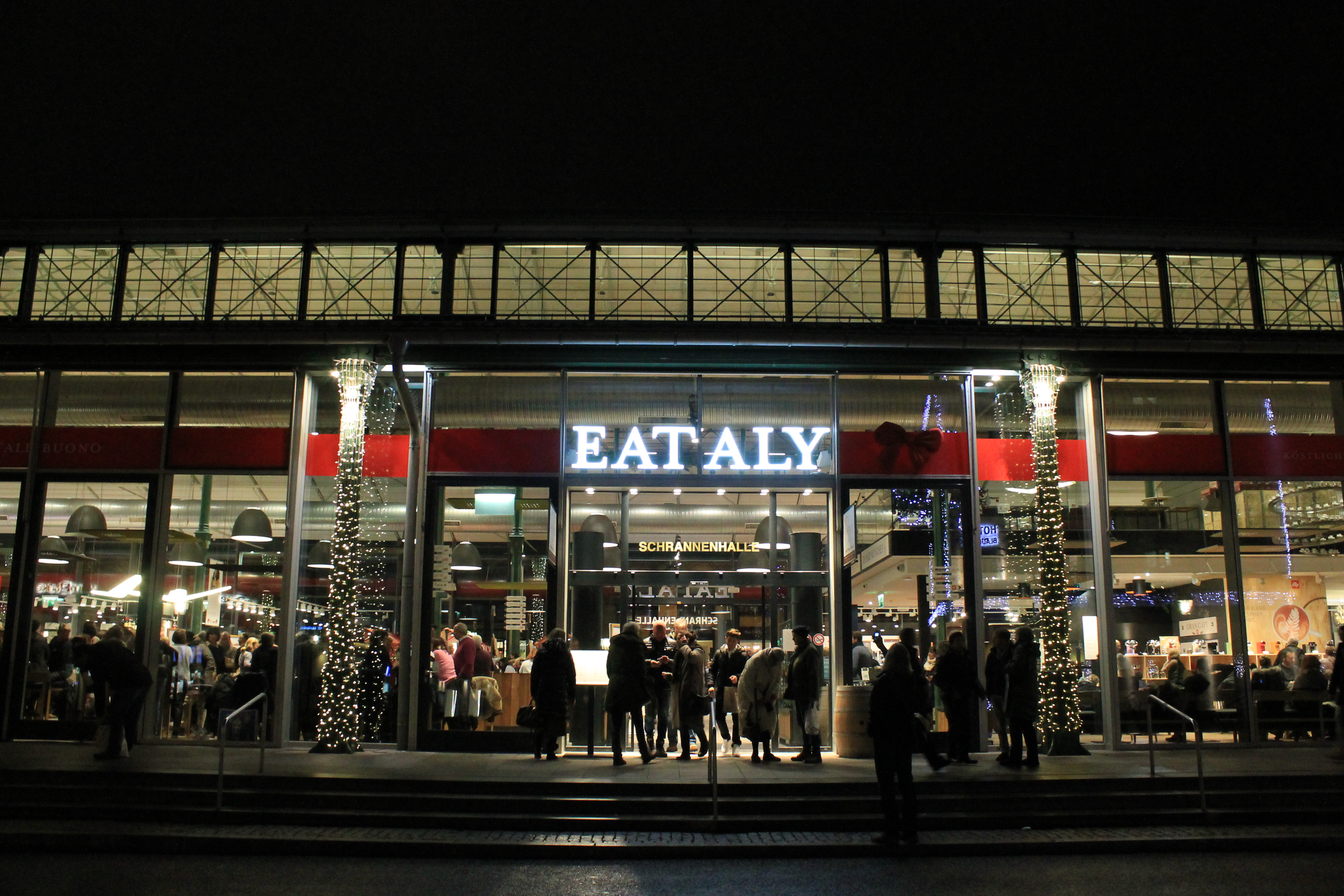
Eataly in der Schrannenhalle

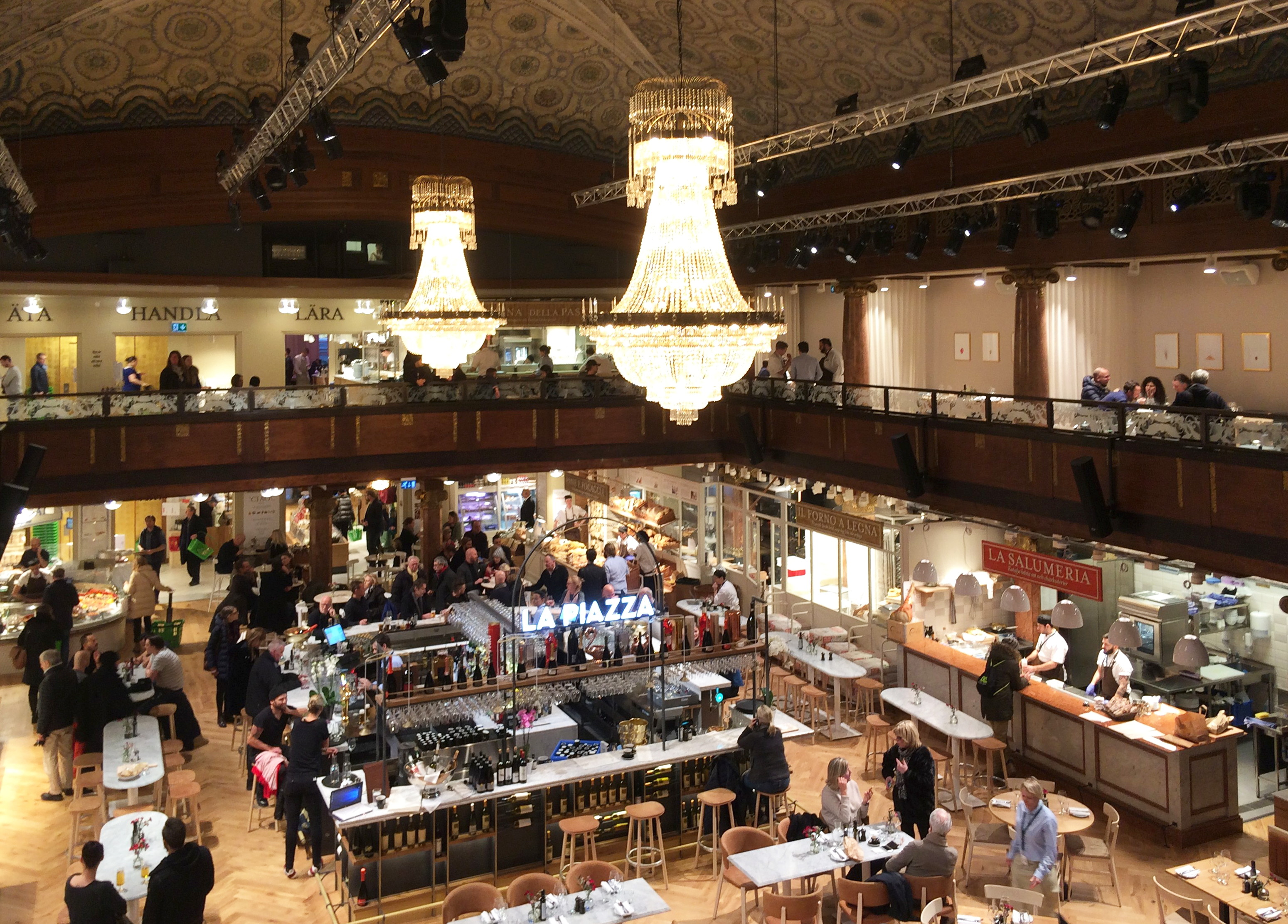
Eataly in Stockholm

Bis 2015 war Eataly innerhalb Europas nur in Italien vertreten. Die erste deutsche Niederlassung eröffnete als 27. Markt der Kette am 26. November 2015 in der Münchner Schrannenhalle mit rund 4000 Quadratmetern Verkaufsfläche. Nach der Eröffnung in München wurden in Stockholm, London und Paris weitere Märkte eröffnet.

### Italien
- Bari
- Bologna
- Florenz
- Forlì
- Genua
- Mailand
- Monticello d’Alba
- Piacenza
- Pinerolo
- Rom
- Turin
- Triest
- Verona

### USA
- New York
- Chicago
- Boston
- Las Vegas
- Los Angeles
- Dallas
- San José / Silicon Valley

### Südkorea
- Seoul
- Seongnam

### Japan
- Tokio
- Yokohama
- Osaka

### Weitere Standorte
- Dubai
- Istanbul
- São Paulo
- München
- Dresden
- Moskau (bis März 2022)[13]
- Riad
- Stockholm
- Toronto[14]
- London
- Paris

### Kreuzfahrtschiffe
Eataly betreibt auf einzelnen Schiffen des Unternehmens MSC Kreuzfahrten Restaurants und Läden.
- MSC Preziosa
- MSC Divina
- MSC Meraviglia